# Sébastien Surel
Sébastien Surel est un violoniste français, né le 11 janvier 1975 en France.

## Biographie
Sébastien Surel entre à 15 ans au Conservatoire de Paris, et étudie dans les classes de Sylvie Gazeau et Christian Ivaldi. Il y obtient deux premiers prix.
Il se perfectionne ensuite auprès de Shlomo Mintz, Pavel Vernikov, György Sebök et le Quatuor Ysaÿe. Il étudie également l’harmonie, l’orchestration et la composition.
Il joue plus tard dans divers orchestres symphoniques en tant que violon solo, puis en tant que titulaire d’un poste à l’Orchestre philharmonique de Radio France de 2000 à 2003.
En 2004, il fonde le Trio Talweg désormais composé du pianiste Romain Descharmes et du violoncelliste Éric-Maria Couturier. Le Trio marque un tournant important de sa vie musicale. Soutenus par Martha Argerich, ils sont invités dans des festivals tant en Europe qu'en Asie. Leur premier disque, Tchaikovski et Chostakovitch, a reçu un « Diapason d’or »,. Ils enregistrent également l'intégrale des trios de Johannes Brahms qui a été très remarqué par la critique.
En 2018, il rejoint le prestigieux Quatuor Ludwig, dont il devient le 1er violon. Il partage ainsi la scène avec Manuel Doutrelant (2ème violon), Padrig Fauré (alto) et Anne Copéry (violoncelle)
Il est le cofondateur et directeur artistique de la saison musicale Parisienne La Chambre d'Amis.
Il collabore avec des artistes tels que Roland Pidoux, Henri Demarquette, Abdel Rahman El Bacha, Michel Moraguès, le trio Wanderer, les musiciens du Quatuor Ébène , Claire Désert, Paul Radais et Aurélien Sabouret.
Son répertoire compte avec l’intégrale des concertos de Mozart, Mendelssohn, Tchaikovski, Beethoven, Sibelius, Barber et le Poème de Chausson.
Il joue sur les scènes du monde entier, comme le Barbican Centre (Londres), le Théâtre des Champs-Élysées, le Théâtre de la Ville et le Théâtre du Châtelet (Paris), le Concertgebouw (Amsterdam), la Santa Cecilia (Rome), le Palais des beaux-arts de Bruxelles, l'opéra de Dresde, le Kioi hall et le Metropolitan Art Center (Tokyo) ou lors des festivals de jazz de Montreux, Vienne, Montréal, Marciac et Nice.
Il joue dans divers styles musicaux avec des artistes tels que Juanjo Mosalini, Tomás Gubitch, Jean-Philippe Viret, Vincent Ségal ou Richard Galliano avec qui il a donné plus de 500 concerts dans le monde.
Sébastien Surel enseigne également le violon et de la musique de chambre. Il est titulaire du Certificat d'Aptitude de violon depuis 2011.
Il joue un violon de Giuseppe Guadagnini de 1788.

## Vie Privée
Il vit avec Mathilde Pidoux, directrice styliste chez ba&sh, avec laquelle il a 2 enfants (1 garçon et 1 fille)

## Discographie
Trio Talweg
- Tchaïkovsky, Trio, opus 50 ; Chostakovitch, Trio no 1, opus 8 (février 2008, Triton TRI 331156)[7] (OCLC 652392194)
- Marcel Cominotto (2013, Azur Classical)
- Brahms, Trios pour piano, opus 8, 87 et 101 (28–30 novembre/5–6 décembre 2011, 2CD Pavane Records ADW 7566/7) (OCLC 893901663)

Avec Richard Galliano
- Bach - Richard Galliano, Jean-Marc Phillips, Jean-Marc Apap (1–2 septembre 2009, DG) (OCLC 609567474)
- Vivaldi - Richard Galliano, Jean-Marc Phillips, Jean-Marc Apap (juin 2012, DG) (OCLC 853501834)

Autres
- Jean-Philippe Viret, Supplément d'âme - Jean-Philippe Viret, contrebasse ; David Gaillard, alto ; Éric-Maria Couturier, violoncelle (février 2012, Mélisse) (OCLC 871210097)
- Mosalini-Terrugi Cuarteto, Tango Hoy - Juanjo Mosalini, bandonéon ; Leonardo Teruggi, contrebasse, Romain Descharmes, Piano (Juin 2014, M&T)